# Limnodriloides armatus
Limnodriloides armatus är en ringmaskart som beskrevs av Erséus 1982. Limnodriloides armatus ingår i släktet Limnodriloides och familjen glattmaskar. Inga underarter finns listade i Catalogue of Life.